# Mai Yamamoto
Mai Yamamoto (født 23. oktober 1999 i Hiroshima-præfekturet) er en japansk basketballspiller, som deltog i 3x3-turneringen ved OL 2020 (afholdt i 2021) på hjemmebane i Tokyo. Japan blev nummer fem i turneringen.